# 阿庫什內特森特 (麻薩諸塞州)
阿庫什內特森特（英語：Acushnet Center）是位於美國麻薩諸塞州布里斯托縣的一個普查規定居民點。

## 人口
根據2020年美國人口普查的數據，阿庫什內特森特的面積為3.74平方千米，當中陸地面積為3.67平方千米，而水域面積為0.07平方千米。當地共有人口3030人，而人口密度為每平方千米810.16人。